# Дарко Малетић
Дарко Малетић (Бања Лука, 20. октобар 1980) је бивши босанскохерцеговачки фудбалер. Током играчке каријере играо је на позицији десног крила.

## Каријера
Каријеру је почео у бањалучком Борцу а као врло млад играч отишао је у бечки Рапид, да би касније бранио боје неколико иностраних клубова као што су Публикум Цеље из Словеније, Зенит и Шињик из Русије и румунски Васлуј. У септембру 2006. је потписао за Партизан. У екипи "црно-белих" играо је на месту везног играча по десној страни али и на позицији десног бека. Три године је провео у дресу Партизана и са екипом из Хумске 1 је освојио "дуплу круну" у сезони 2007/08. Током 2009. је напустио Партизан и прешао у немачки Кобленц, а касније је у три наврата наступао за матични Борац где је и завршио каријеру 2016. године.
За репрезентацију Босне и Херцеговине наступао је у 18 утакмица, постигавши један гол.

## Трофеји
Партизан
- Суперлига Србије (1): 2007/08.
- Куп Србије (1): 2007/08.

Борац Бања Лука
- Премијер лига Босне и Херцеговине (1): 2010/11.